# Hullekere, Nagamangala
Hullekere là một làng thuộc tehsil Nagamangala, huyện Mandya, bang Karnataka, Ấn Độ.